# Josef Svoboda (starosta)
Josef Svoboda, též Josef Swoboda (22. února 1836 Vyškov – 15. červenec 1906 Vídeň), byl český advokát německé národnosti a politik z Moravy, starosta Vyškova a dlouholetý předseda Měšťanského střeleckého spolku.

## Biografie
Josef Svoboda se narodil Adamovi Svobodovi z Vyškova a jeho manželce Josefě Jahnové v roce 1836. Poté, co se stal advokátem, začal být politicky i kulturně činný a zapojil se tak do veřejného života ve Vyškově. Byl členem městské rady a v letech 1893–1903 zastával úřad starosty Vyškova. Jeho obcovacím jazykem byla němčina. Na základě jeho návrhu byla v roce 1881 ve Vyškově zřízena Městská spořitelna.

## Rodina
Josef se oženil. Vzal si 6. června 1865 Eleonoru Derkovou dceru Josefa Derky a jeho manželky Anny roz. Součkové. Měli spolu dvě děti.
- Josef Hubert Svoboda (1869 – ?)[5]
- Maria Anna Svobodová (1873 – ?)[6]